# Agylla stotzneri
Agylla stotzneri är en fjärilsart som beskrevs av Draeseke. Agylla stotzneri ingår i släktet Agylla och familjen björnspinnare. Inga underarter finns listade i Catalogue of Life.